# Episodi di Cherif (sesta stagione)
La sesta e ultima stagione della serie televisiva Cherif, composta da 12 episodi, è andata in onda sul canale francese France 2 dal 4 gennaio al 22 febbraio 2019.
In Italia è andata in onda su Giallo dal 28 maggio al 2 luglio 2019.
| n° | Titolo originale                             | Titolo italiano                 | Prima TV Francia | Prima TV Italia |
| -- | -------------------------------------------- | ------------------------------- | ---------------- | --------------- |
| 1  | Festival mortel                              | Amore assassino                 | 4 gennaio 2019   | 28 maggio 2019  |
| 2  | Disparue                                     | Scambio di persona              | 4 gennaio 2019   | 28 maggio 2019  |
| 3  | Pièce à convictions                          | Prova d'autore                  | 11 gennaio 2019  | 4 giugno 2019   |
| 4  | Cherif, fais-moi peur                        | La donna in bianco              | 11 gennaio 2019  | 4 giugno 2019   |
| 5  | Vengeance en ligne                           | Amore fatale                    | 18 gennaio 2019  | 11 giugno 2019  |
| 6  | Le Chat connaît l'assassin                   | Intrigo felino                  | 18 gennaio 2019  | 11 giugno 2019  |
| 7  | Illusion fatale                              | Un numero di magia              | 25 gennaio 2019  | 18 giugno 2019  |
| 8  | En pleine tempête                            | Vendetta pericolosa             | 25 gennaio 2019  | 18 giugno 2019  |
| 9  | Parole contre parole                         | La mia parola contro la tua     | 15 febbraio 2019 | 25 giugno 2019  |
| 10 | Piégé                                        | Pericolo dal passato            | 15 febbraio 2019 | 25 giugno 2019  |
| 11 | Parce que tout doit avoir une fin - partie 1 | Follia perversa - prima parte   | 22 febbraio 2019 | 2 luglio 2019   |
| 12 | Parce que tout doit avoir une fin - partie 2 | Follia perversa - seconda parte | 22 febbraio 2019 | 2 luglio 2019   |